# ألفريد نوي
ألفريد نوي ولد في 13 يناير 1953 في ستريبفينج، النمسا السفلى أستاذ النمساوي للدراسات الرومانسية في جامعة فيينا.

## حياته
درس نوي فقه اللغة الرومانسية والفلسفة وتاريخ الفن في جامعة فيينا من عام 1971 إلى عام 1980. حصل على التأهيل الأول في الآداب الرومانسية عام 1988 والتأهيل الثاني في الأدب المقارن في عام 1996 في جامعة فيينا. في عام 1998 تم تعيينه أستاذاً مشاركاً في قسم اللغات الرومانسية في جامعة فيينا. من عام 2000 إلى عام 2002، كان رئيس قسم اللغات الرومانسية ونائب رئيس القسم نفسه من عام 2009 إلى عام 2014 .

## مجالات الاهتمام بالبحث والتدريس
1. تاريخ الكتب وتاريخ المكتبة في الفترة الحديثة المبكرة
2. التاريخ الاجتماعي للأدب ، خاصة فيما يتعلق بتأثيرات الأدب على عقلية القارئ[5]
3. طبعات من الأعمال الأدبية الفرنسية والإيطالية في الترجمات الألمانية التاريخية للعصر الحديث المبكر
4. نشر الأعمال الأدبية من مناطق اللغة الرومانسية إلى البلدان الناطقة بالألمانية ، ولا سيما أعمال الفائزين بالشعراء الإيطاليين في البلاط الإمبراطوري في النمسا[6]
5. الاستقبال التحويلي للتقاليد الأدبية كمفهوم أساسي للأدب المقارن في العصر الحديث المبكر[7][8]

## الأوسمة والجوائز
- 2011: وسام الاستحقاق من الجمهورية الإيطالية[9]
- 2002 ضابط في الأكاديمية Ordre des plames[10]

## روابط خارجية
- Alfred Noe, University of Vienna